# Nela Lucic
Nela Lucić (Bugojno, 10 aprile 1975) è un'attrice bosniaca naturalizzata italiana di teatro, di cinema e televisione.

## Biografia
È nata in Bosnia-Erzegovina nella famiglia croata Lučić ma all'età di 15 anni la sua famiglia si trasferisce in Italia dove lei si laurea in Lingue e Letterature straniere all'Università La Sapienza di Roma. La sua passione per la recitazione l'ha portata a studiare al Conservatorio Teatrale (ex La Scaletta) sotto la direzione di Gian Battista Diotajuti.
Dopo l'esordio in teatro, il suo primo passo verso il grande schermo fu nel 2005 con il film Monamour di Tinto Brass. Poi è arrivata una serie di piccole parti in film come: Animanera di Raffaele Verzillo, Nelle tue mani di Peter Del Monte, nonché Il papà di Giovanna e Gli amici del bar Margherita di Pupi Avati. Ha inoltre recitato in alcune serie TV quali Il bene e il male (6 candidature al Monte Carlo Television Festival 2009) e Butta la Luna 2. Nel 2013 recita nel mediometraggio Banza Kiri! con l’attore, regista e volto Rai Mirko Mascioli.
Nela Lucić ha lavorato anche con giovani registi come il pluripremiato Francesco Felli, che l'ha diretta in Fuori gioco. Sotto la direzione di Salvatore Allocca, altro vincitore di premi, ha recitato nel film documento Incantatore di serpenti.

## Filmografia

### Cinema
- Monamour, regia di Tinto Brass (2005)
- Nelle tue mani, regia di Peter Del Monte (2007)
- La congregazione delle sei lune, regia di Luciano Bottaro (2008)
- Animanera, regia di Raffaele Verzillo (2008)
- Il papà di Giovanna, regia di Pupi Avati (2008)
- Gli amici del bar Margherita, regia di Pupi Avati (2009)
- East, West, East: The Final Sprint, regia di Gjergj Xhuvani (2009)
- Alibi violato, regia di Riccardo Sesani (2009)
- L'incantatore di serpenti. La vita senza freni di Giancarlo Fusco, regia di Salvatore Allocca (2009)
- Banza Kiri!, regia di Gianluca Testa (2013)

### Televisione
- Ho sposato uno sbirro, regia di Carmine Elia - Miniserie TV (2008)
- Così vanno le cose, regia di Francesco Bovino - Film TV (2008)
- Il bene e il male, regia di Giorgio Serafini - Miniserie TV (2009)
- Butta la luna 2, regia di Vittorio Sindoni - Serie TV (2009)
- Un caso di coscienza 5, regia di Luigi Perelli - Serie TV, episodio 5X04 (2013)

### Cortometraggi
- The Day After, regia di GruppoCortoFactory (2002)
- A bocca chiusa, regia di Francesco Uboldi (2004)
- Gente comune, regia di Fabio Del Greco (2004)
- 3mm - Una storia vera, regia di Alessandro Maresca (2005)
- A World of Women, regia di Joe Verni (2007)
- Welcome to Italy, regia di Emanuele Cerman (2007)
- Tragedie collaterali, regia di Henry Secchiaroli (2007)
- Lady Papillon, regia di Pascal Teveny (2007)
- Collezione rosso sangue, regia di Stefano Gianuzzi (2007)
- Fuori gioco, regia di Francesco Felli (2008)